# Фий-дю-Кальвер (станция метро)
Фий-дю-Кальвер (фр. Filles du Calvaire) — станция линии 8 Парижского метрополитена, расположенная в III округе Парижа. Названа по расположению на бульваре дес Фий-дю-Кальвер, названному в честь ордена, образовавшегося в результате реформирования женской части ордена бенедиктинцев.

## История
- Станция открыта 5 мая 1931 года в составе пускового участка линии 8 Ришельё — Друо — Порт-де-Шарентон.
- Пассажиропоток по станции по входу в 2011 году, по данным RATP, составил 1 663 111 человек[3]. В 2013 году этот показатель вырос до 1 784 167 пассажиров (261 место по уровню входного пассажиропотока в Парижском метро[4].

## Иные достопримечательности
- Цирк д'Ивер

## Галерея

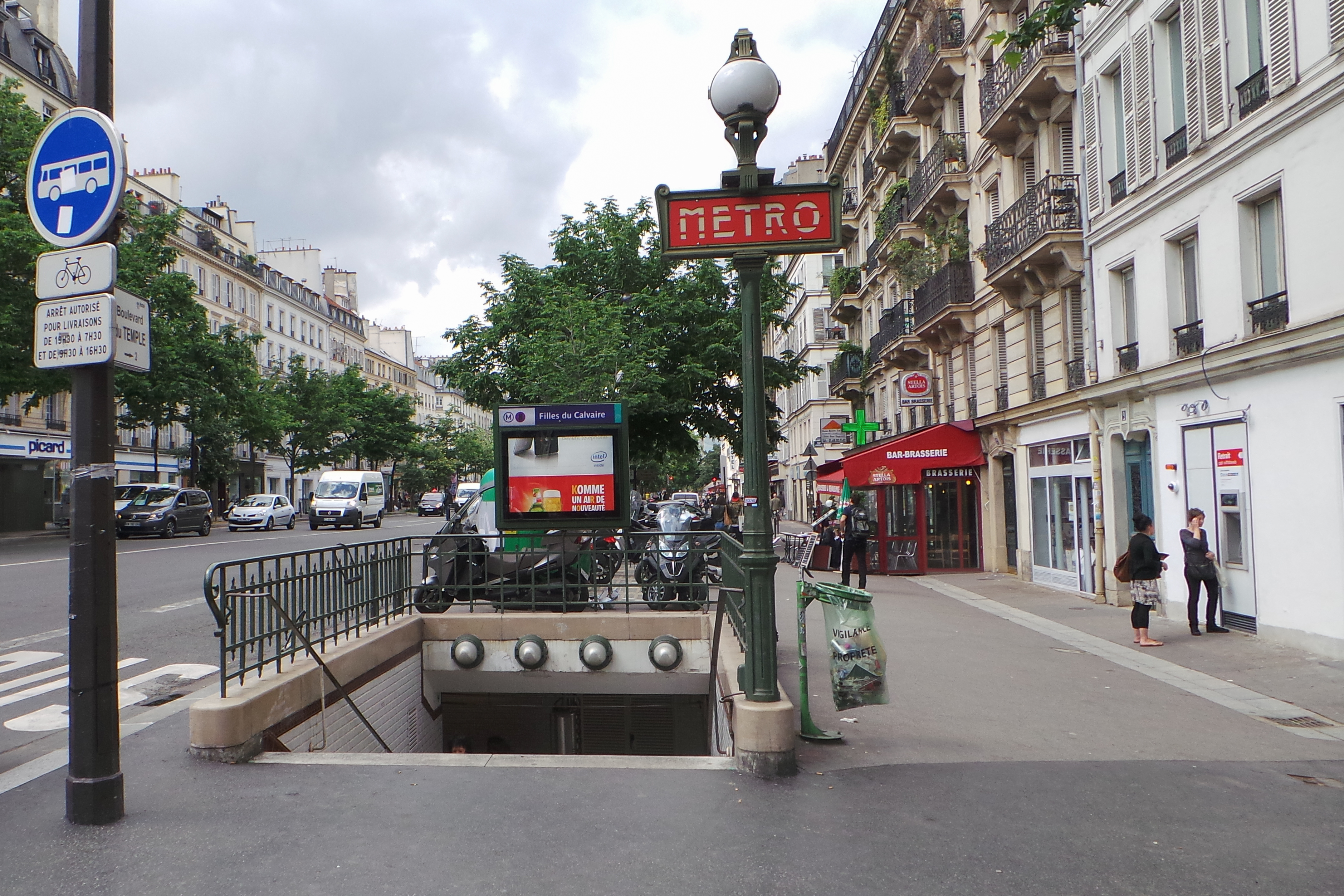
Выход на бульвар дю Тампль